# Het puls
Het puls (engelska: Body Heat) är en amerikansk erotisk thriller från 1981 i regi av Lawrence Kasdan.

## Rollista i urval
- William Hurt – Ned Racine
- Kathleen Turner – Matty Walker
- Richard Crenna – Edmund Walker
- Ted Danson – Peter Lowenstein
- J.A. Preston – Oscar Grace
- Mickey Rourke – Teddy Lewis
- Kim Zimmer – Mary Ann Simpson
- Jane Hallaren – Stella
- Lanna Saunders – Roz Kraft